# Paula Fernandes
Paula Fernandes, właściwie Paula Fernandes de Souza (ur. 28 sierpnia 1984 w Sete Lagoas) – brazylijska wokalistka country.

## Dyskografia

### Albumy studyjne
- Paula Fernandes (1993)
- Ana Rayo (1995)
- Canções do Vento Sul (2005)
- Dust in the Wind (2007)
- Pássaro de Fogo (2009)
- Meus Encantos (2012)
- Amanhecer (2015)
- Amanhecer Ao Vivo (2016)

### Albumy na żywo
- Paula Fernandes: Ao Vivo (2011)

### DVD
- Paula Fernandes: Ao Vivo (2011)